# Mark Fish
Mark Anthony Fish (né le 14 mars 1974 au Cap) est un footballeur sud-africain jouant au poste de défenseur central.
Fish s'est révélé sur le plan international en remportant la Ligue des Champions de la CAF avec les Orlando Pirates en 1995 et surtout la Coupe d'Afrique des Nations 1996 pour la première apparition de l'équipe d'Afrique du Sud dans une compétition internationale après la fin de l'Apartheid. Il entama ensuite une carrière en Europe, en Italie (Lazio) et en Angleterre (Bolton, Charlton et Ipswich). Après avoir annoncé la fin de sa carrière en 2005 en raison d'une grave blessure au genou, il tente un retour en 2007 dans le club de ses débuts au Jomo Cosmos. Il est également l'un des ambassadeurs de la coupe du monde 2010 qui a eu lieu en Afrique du Sud.

## Biographie

### Palmarès
- 62 sélections et 2 buts en équipe d'Afrique du Sud entre 1993 et 2004
- Vainqueur de la Coupe d'Afrique des Nations 1996
- Finaliste de la Coupe d'Afrique des Nations 1998
- 2 participations à une phase finale de coupe du monde en 1998 et 2002
- Ligue des champions d'Afrique en 1995 avec les Orlando Pirates
- Supercoupe d'Afrique en 1995